# Anastelgis jaramilloi
Anastelgis jaramilloi är en stekelart som beskrevs av Ian D. Gauld 1991. Anastelgis jaramilloi ingår i släktet Anastelgis och familjen brokparasitsteklar. Inga underarter finns listade i Catalogue of Life.